# Peksteen

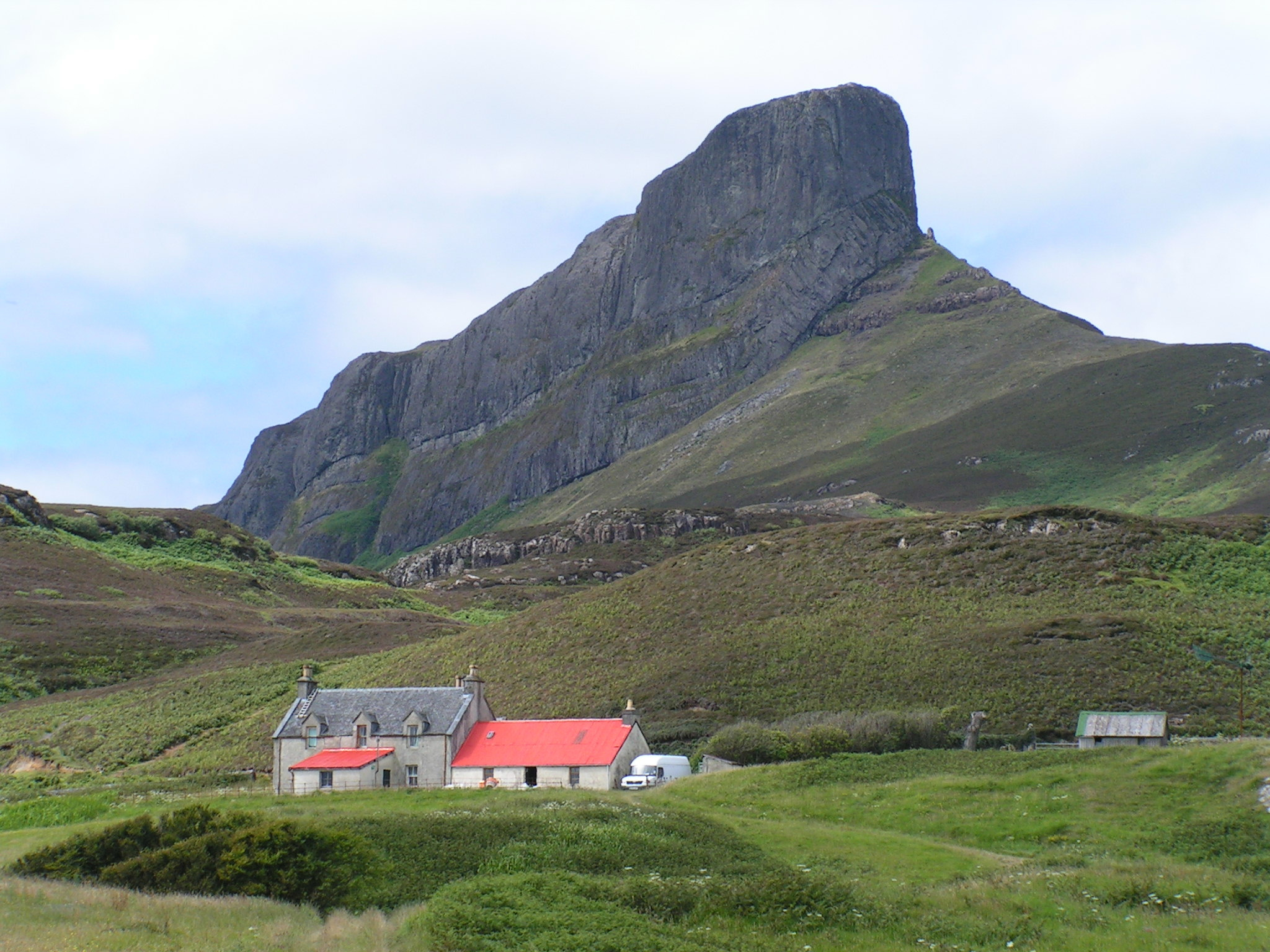
Peksteen-rots

Peksteen is een vulkanisch gesteente dat bestaat uit vulkanisch glas dat door devitrificatie en hydratie sterk veranderd is van uiterlijk, textuur en chemische samenstelling. Het heeft een vochtgehalte van maximaal 8% van de massa. Peksteen heeft een ryolitische samenstelling. De kleur van de steen varieert van bruin, rood, groen tot diep-zwart.